# Ghiacciaio Penderecki
Il ghiacciaio Penderecki è un ghiacciaio situato sull'Isola di re Giorgio, la più grande delle Isole Shetland Meridionali, a nord del termine della Penisola Antartica. Il ghiacciaio si trova in particolare nella parte centrale della costa meridionale dell'isola, dove fluisce verso sud-sudovest, lungo il versante meridionale del duomo Cracovia, scorrendo tra il picco Vauréal, a ovest, e il colle Harnaise, a est, fino a entrare nella cala dei Geologi, una delle tante cale site lungo la costa della baia dell'Ammiragliato.

## Storia
Il ghiacciaio Penderecki è stato mappato durante la spedizione francese in Antartide svoltasi dal 1908 al 1910 al comando di Jean-Baptiste Charcot, ed è stato così battezzato dai partecipanti a una spedizione polacca di ricerca antartica svoltasi nel 1980 in onore del compositore polacco Krzysztof Penderecki.